# Občina Cerknica
Občina Cerknica je ena od občin v Republiki Sloveniji in zavzema osrednje predele Notranjske. Leži na Cerkniškem polju. Občinsko središče je mesto Cerknica. Ima 65 naselij. Občina Cerknica spada v primorsko-notranjsko statistično regijo. Meri 241 km2. Površina občine jo uvršča na 19. mesto po velikosti slovenskih občin. Na severozahodu meji na občino Logatec, na severu na Brezovico, na zahodu na Postojno, na jugozahodu na Pivko, na vzhodu na Bloke ter na jugu na Loško dolino. Od Ljubljane je v zračni črti oddaljena 30 kilometrov, od Reke pa približno 50 kilometrov. Prometno najbolj odprta je proti severozahodu v osrčje Slovenije. Prek postojnskih vratih sta speljani cesta in železnica proti zahodu v Slovensko primorje in v Goriško in Furlansko dolino. Na južnem obrobju so obsežni javorniški in snežniški gozdovi.

## Zgodovina občine Cerknica
Leta 1849 se je začelo širše ustanavljanje občin. Na Kranjskem je bilo leta 1854 478.299 prebivalcev. Sestavljena je bila iz 501 občin. Leta 1856 je deželna vlada Kranjske izdelala administrativno karto Kranjske. V tem obdobju je bila današnja občina razdeljena na okraj Planina in okraj Lož. V okraj Planina so spadale občine: Begunje, Bezuljak, Cerknica, Dolenja vas, Grahovo, Rakek, Unec in Žerovnica. Pod okraj Lož pa so spadale občine Bločice, Jezero, Lipsenj, Otave, Sv. Vid in Štrukljeva vas. Leta 1886 se je število občin na Kranjskem zmanjšalo na 348. Zmanjša se tudi število okrajev (11). Prejšnje občine se združijo v občine Cerknica in Begunje, ki spadata pod sodni okraj Logatec. V logaškem sodnem okraju je bilo sedem občin, v katerih je povprečno živelo 2084 ljudi. Leta 1900 je bilo na Kranjskem 358 občin. 
28. 6. 1921 je bila sprejeta Vidovdanska ustava. Področje lokalne samouprave je bilo obravnavano v okviru VIII. oddelka: Upravna oblast. V njej je bilo določeno, da se mora uprava v kraljevini izvrševati po oblasteh, okrogih oziroma okrožjih, srezih oziroma okrajih ter po občinah. Leta 1922 je bilo na območju sedanje Slovenije 1073 občin. Občina Cerknica, ki je imela takrat 3648 prebivalcev je spadala v okraj Logatec. Logaški srez je spadal med najmanjše, saj je meril le 606 km2.
Leta 1933 je bil sprejet Zakon o občinah. V Dravski banovini je bilo leta 1931 1072 občin. Leta 1931 je imela občina Cerknica 3798 prebivalcev, občina Rakek 2244 prebivalcev, občina Št. Vid nad Cerknico 1345 prebivalcev, občina Begunje pa 1332 prebivalcev. Leta 1933 je prišlo do velikega zmanjšanja števila občin. V srezu Logatec je bilo leta 1933 12 občin, leta 1931 pa 13. Občine, ki so pripadale logaškemu srezu so bile: Begunje, Bloke, Cerknica, Dolenji Logatec, Gornji Logatec, Hotederšica, Lož, Rakek, Rovte, Planina, Stari trg in Žiri. Leta 1939 so bile v okraju Logatec naslednje občine: Begunje pri Cerknici, Bloke, Cerknica, Dolenji Logatec, Gorenji Logatec, Hotedršica, Planina pri Rakeku, Rakek, Rovte, Stari trg pri Ložu, Sveti Vid nad Cerknico ter Žiri. Celoten logaški okraj je takrat imel 27.439 prebivalcev.
Prvi zakon v Sloveniji, ki je po drugi svetovni vojni urejal vprašanje teritorialne razdelitve je bil Zakon o upravni razdelitvi federalne Slovenije (1945). Okrožno mesto Ljubljana je bila razdeljeno na deset mestnih četrti. Ostala mesta so bila razdeljena na okraje (28), ki so bili razdeljeni v 1583 krajev. Cerknica je spadala pod okraj Rakek, ki je spadal v ljubljansko okrožje. Leta 1947 so okrožja odpravili. Leta 1948 je bil sprejet nov Zakon o upravni razdelitvi Ljudske republike Slovenije. Nastane nov okraj Postojna, ni bilo več okraja Rakek. Cerknica je po novem spadala pod okraj Postojna. 
Leta 1949 se pojavijo oblasti. Cerknica spada v goriško oblast (okraj Postojna). Leta 1952 sprejmejo Zakon o razdelitvi LRS (ljudska republika Slovenije) na mesta, okraje in občine. Okrožja in kraji niso več obstajali. Okrajev je bilo 19, vseh občin pa 386. Občina Cerknica je spadala pod okraj Postojna, ki je imel 15 občin. V tem okraju so bile še občine Begunje, Bloke, Dolane (Dolnja Košana), Hruševje, Ilirska Bistrica, Jablanica pod Snežnikom, Jelšane, Knežak, Loška Dolina, Pivka, Planina, Postojna, Prem, Rakek. Leta 1955 je bil sprejet Zakon o območjih okrajih in občin v LRS. V Sloveniji je bilo 11 okrajev, ki so bili razdeljeni na 130 občin. Občina Cerknica je spadala v okraj Ljubljana. Število občin se je med leti 1955 in 1960 zmanjšalo iz 130 na 83. Leta 1992 ima občina sedem krajevnih skupnosti: Begunje pri Cerknici, Cajnarje – Žilce, Cerknica, Grahovo pri Cerknici, Loška dolina, Nova vas- Velike Bloke in Rakek.
Leta 1994 je državni zbor sprejel Zakon o ustanovitvi občin ter o določitvi njihovih območjih. Ustanovljenih je bilo 147 občin. S tem zakonom je bila ustanovljena tudi občina Cerknica. Pretekla župana občine Cerknica sta Valentin Schein in Miroslav Levar. 

## Občinski organi
Od leta 2010 vodi občino župan Marko Rupar. Poleg župana in podžupana je občina sestavljena še iz občinskega sveta, ki ima 19 občinskih svetnikov, nadzorni odbor in občinske uprave. V občini deluje pet krajevnih skupnosti: krajevna skupnost Cerknica, krajevna skupnost Begunje, krajevna skupnost Cajnarje- Sveti Vid, krajevna skupnost Grahovo, krajevna skupnost Rakek.

## Naselja v občini
Beč, Bečaje, Begunje pri Cerknici, Bezuljak, Bločice, Bloška Polica, Brezje, Cajnarje, Cerknica, Čohovo, Dobec, Dolenja vas, Dolenje Jezero, Dolenje Otave, Gora, Gorenje Jezero, Gorenje Otave, Goričice, Grahovo, Hribljane, Hruškarje, Ivanje selo, Jeršiče, Korošče, Koščake, Kožljek, Kranjče, Kremenca, Krušče, Kržišče, Laze pri Gorenjem Jezeru, Lešnjake, Lipsenj, Mahneti, Martinjak, Milava, Osredek, Otok, Otonica, Pikovnik, Pirmane, Podskrajnik, Podslivnica, Ponikve, Rakek, Rakov Škocjan, Ravne, Reparje, Rudolfovo, Selšček, Slivice, Slugovo, Stražišče, Sveti Vid, Štrukljeva vas, Tavžlje, Topol pri Begunjah, Unec, Zahrib, Zala, Zelše, Zibovnik, Žerovnica, Župeno

## Prebivalstvo
Ob popisu leta 2001 je bila slovenščina materni jezik 9477 (92,2 %) občanom, srbohrvaščina 201 (1,9 %) osebam, hrvaščina 182 (1,8 %) osebam, srbščina pa 112 (1,1 %) osebam. Neznano je za 152 (1,5)% oseb. 6314 ali 61,4 % je rimokatoličanov. 

## Statistični podatki
Leta 2020 je v občini prebivalo 11.670 prebivalcev: 5970 moških in 5700 žensk. Med slovenskimi občinami zaseda 48. mesto po številu prebivalcev. Povprečna starost občanov je 43,6 leta. V občini so trije vrtci ter tri osnovne šole s svojimi podružnicami. V letu 2020 je vrtec obiskovalo 463 otrok. Od vseh otrok v občini, ki so bili stari od 1–5 let, jih je bilo 82 % vključenih v vrtec. V šolskem letu 2020/2021 se je v vseh osnovnih šolah izobraževalo 1140 učencev. Istega leta je srednje šole obiskovalo 420 dijakov. Občina je imela 40 študentov na 1000 prebivalcev. V starosti od 15- 64 let je bilo 72 % zaposlenih oziroma samozaposlenih.  

## Znamenitosti
Občina Cerknica je znana po presihajočem jezeru z imenom Cerkniško jezero, kjer naj bi živel Jezerko. Znamenitost občine pa je tudi čarovniška gora Slivnica (1114 m) in pustni karneval.